# NGC 4298
NGC 4298是一個絮結螺旋星系，位於后髮座，距離地球約5,300萬光年。NGC 4298由天文學家威廉·赫歇爾於1784年4月8日發現，是室女座星系團的成員之一。
NGC 4298可能擁有一個中等質量黑洞，估計其質量在20,000（(2×104）至 500,000（5×105）倍太陽質量之間。

## NGC 4302
NGC 4298似乎與NGC 4302形成相互作用。兩個星系之間存在相互作用的證據是：NGC 4298表現出恆星分佈不平衡、不對稱的特點，NGC 4298與NGC 4302連接起來的潮汐橋，驚人的恆星形成率和氫 I橋。然而，星系尾部也是衝壓力產生的結果 。
兩個星系之間的距離約為36,000光年（11千秒差距）。

## 外部連結
- WikiSky上关于NGC 4298的内容：DSS2, SDSS, GALEX, IRAS, 氢α, X射线, 天文照片, 天图, 文章和图片